# クラ・オクリョ

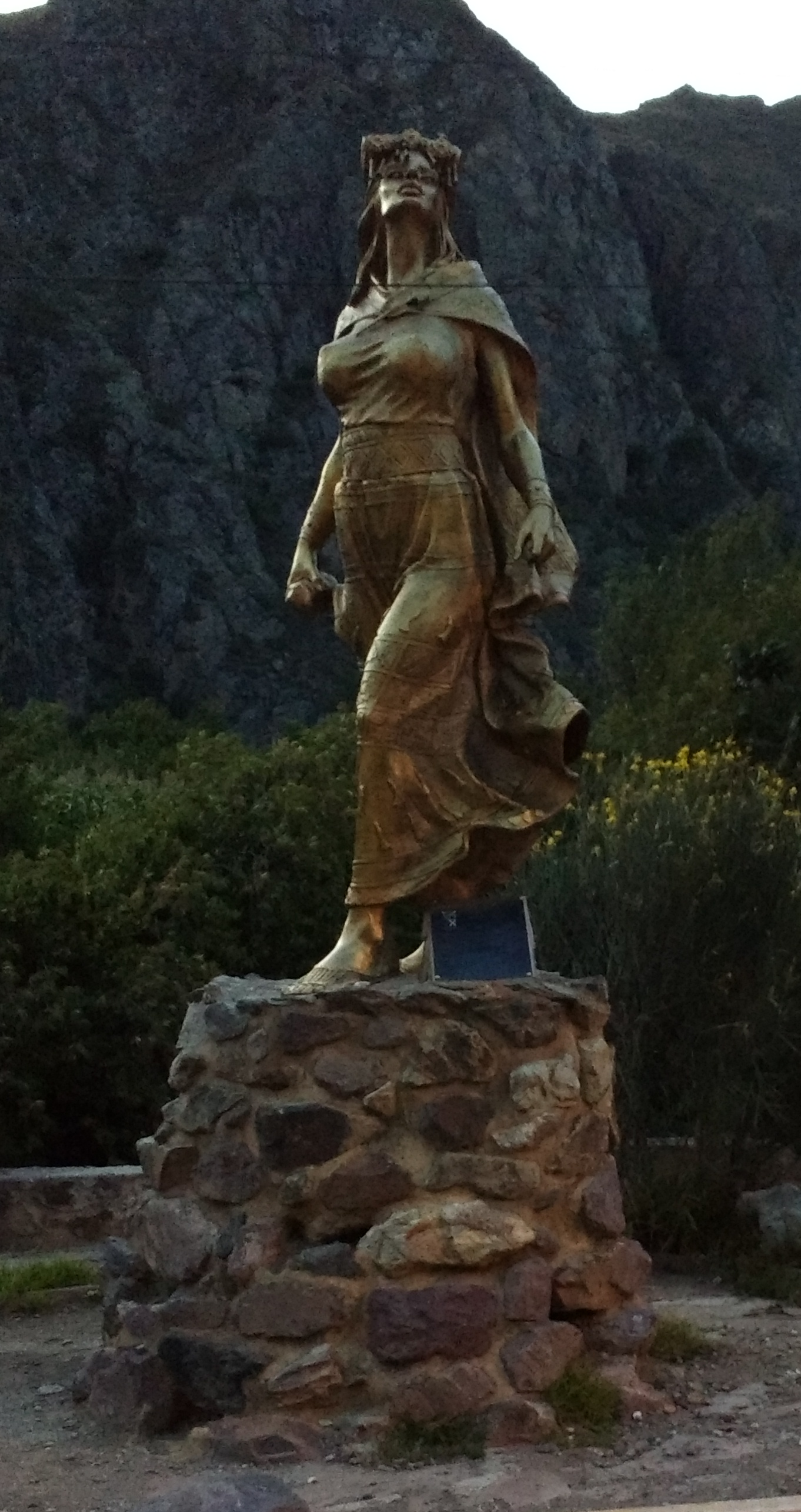
オリャンタイタンボのクラ・オクリョの彫像。

クラ・オクリョ（Cura Ocllo、 - 1539年）は、インカ帝国の王妃であり、1533年から1544年に死亡するまで傀儡政権を率いたマンコ・インカ・ユパンキの妻であり姉妹:75,88。
スペイン人は1539年に彼女を捕らえ、虐殺した。伝説によると、オクリョの遺体は彼女の希望に応じて籠に入れられ、川に流されて、彼女の兄弟かつ夫のいるビルカバンバ山まで運ばれた。